# Nunatak Jakunina
Der Nunatak Jakunina (Transkription von russisch Нунатак Якунина) ist ein etwas isolierter Nunatak im westantarktischen Queen Elizabeth Land. In der Forrestal Range der Pensacola Mountains ragt er westlich des Kovacs-Gletschers an der Südostseite des Lexington Table auf. 
Russische Wissenschaftler benannten ihn. Der Namensgeber ist nicht überliefert.